# Boktryckarkonst

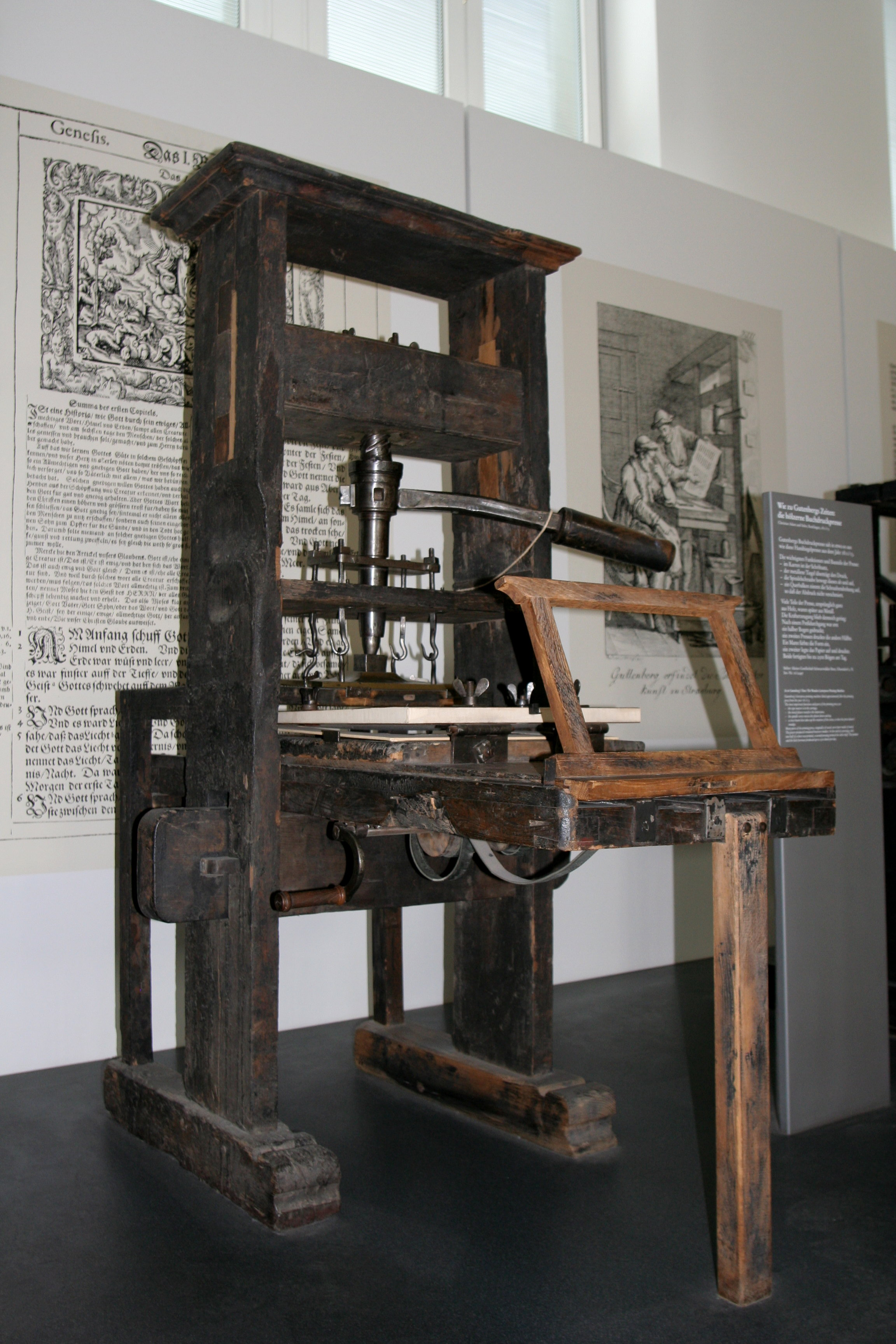
Handdriven tryckpress från 1811.

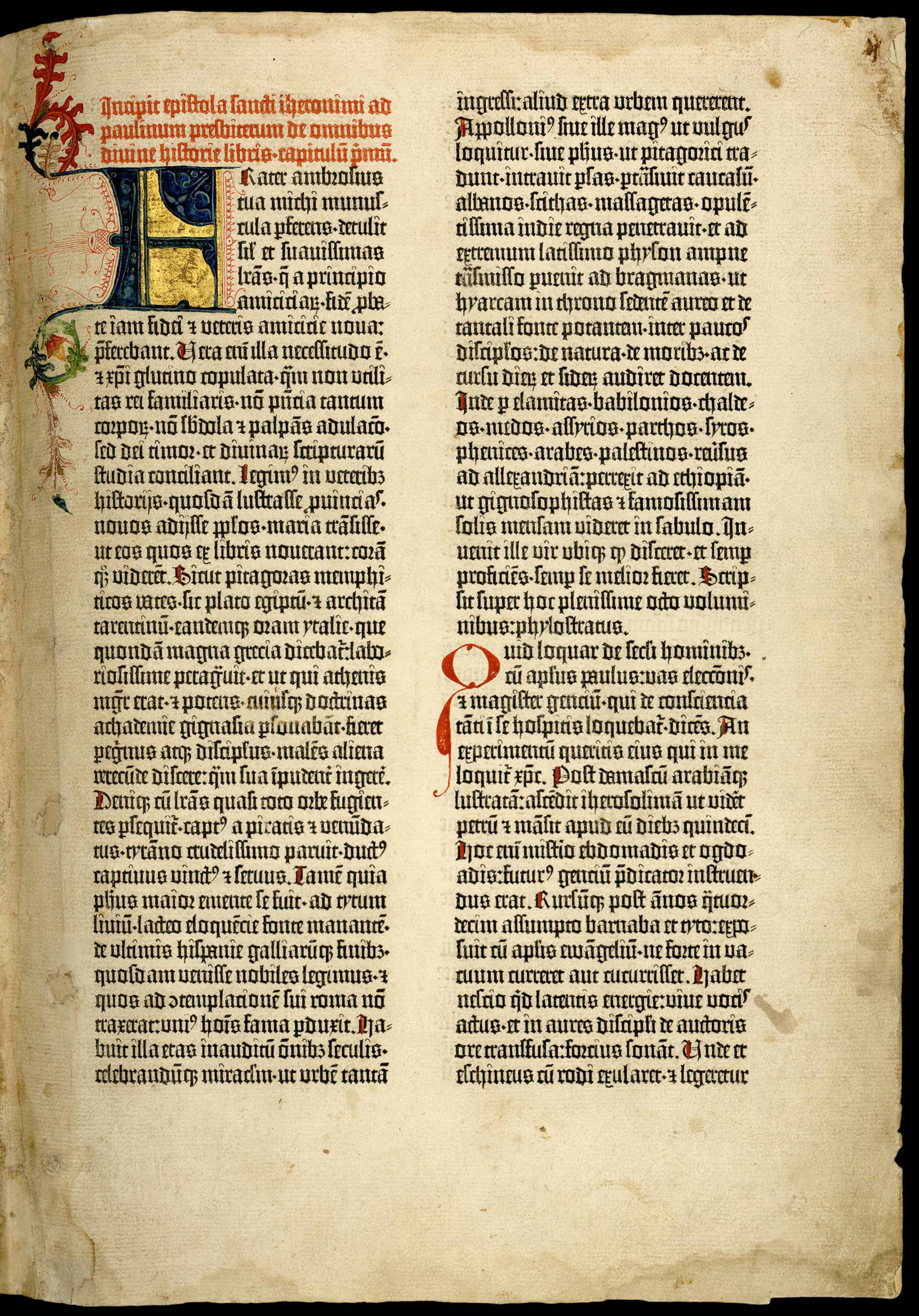
Första sidan i Gutenbergs Bibel, tryckt 1454. Gutenberg kallas ofta boktryckarkonstens fader.

Boktryckarkonst är en teknik att överföra text och bild från en infärgad förhöjd yta med löstagbara typer till papper med hjälp av trycket från en press.
De äldsta böckerna i det moderna boktryckeriets historia kallas inkunabler. Dessa är vanligen först tryckta med svart text, och därefter har boktryckaren för hand målat röda eller blå anfanger styckvis. Illuminatörer anlitades för illustrationer. Till dessa första böcker användes typsnittet antikva, som uppfunnits av humanisterna i Florens, eller gotisk stil, så kallad frakturstil.

## Historia

### Förhistoria

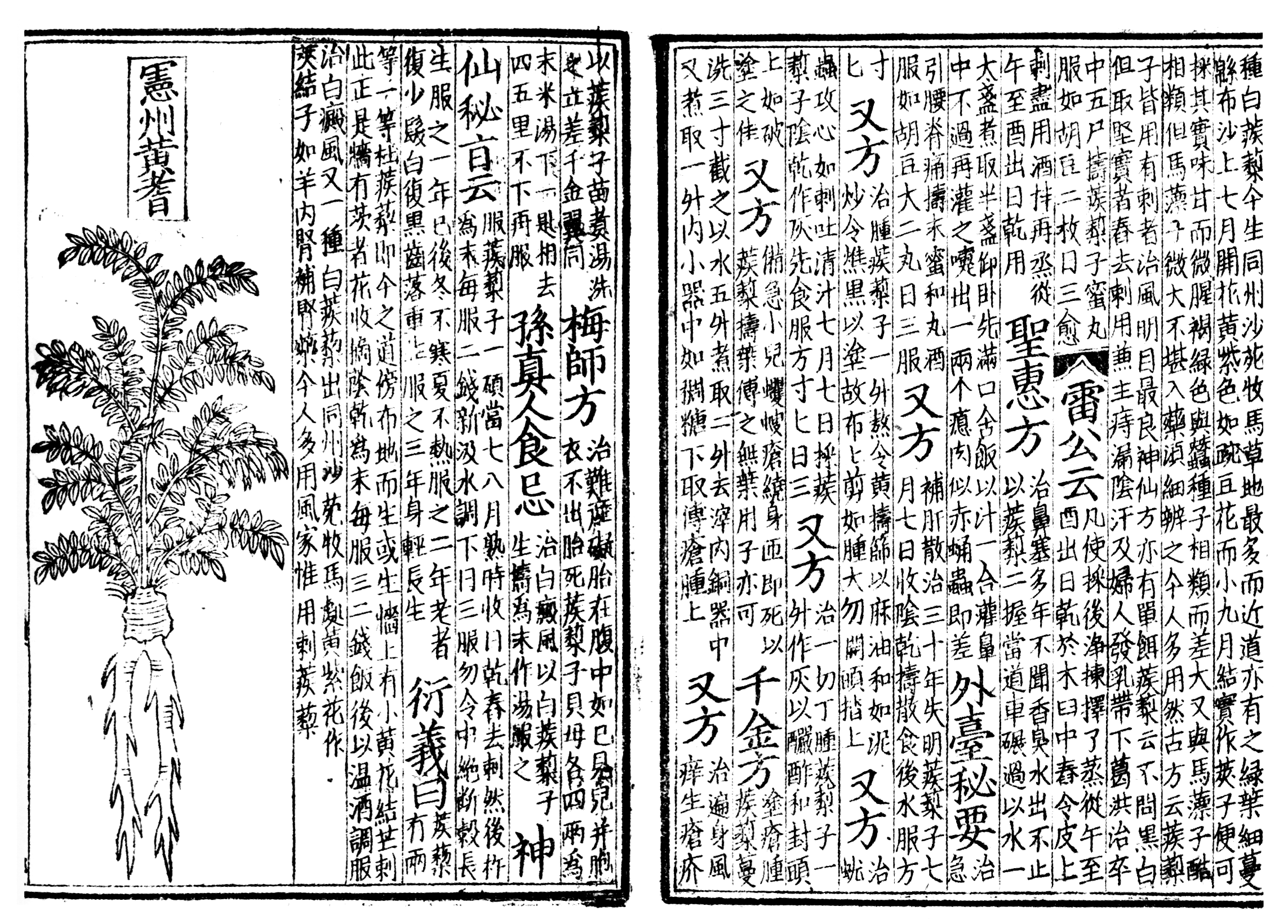
Böcker som denna Bencao (materia medica), producerades med träblock i Kina på 800-talet.

Det äldsta kända belägget på tryckta typer är den så kallade Faistosdisken från Faistos på Kreta som är daterad till ca 1500 f.Kr. Den är dock ännu ochiffrerad och det är ännu inte helt säkert att det verkligen rör sig om språktecken som tryckts på disken. Den torde i vilket fall inte vara exempel på boktryckarkonst i egentlig mening, då inget tyder på att samma text avsetts att framställas i flera upplagor.

### Asien
Det var i Kina som tekniken för papperstillverkning uppfanns. År 105 e.Kr förelade Ts'ai Lun, en ämbetsman i Kina, en rapport för kejsaren Ho Ti om lyckade försök att sammanfoga växtfibrer till ett nytt billigare skrivmaterial. Uppfinningen bevarades som en statshemlighet tills några pappersmakare, som tagits till fånga av araberna under 700-talet, köpte sig fria mot att de förrådde hemligheten.
I Japan började man trycka på träblock på 760-talet, vilket så småningom utvecklade tekniken för träsnitt. Tekniken var inlånad från Kina, där olika alster på tyg började tas fram redan på 200-talet. Från Kina kommer också den första tryckta boken som man känner till, Diamantsutran från år 868, ungefär 587 år innan Gutenbergs Bibel först trycktes. Även om Diamantsutran inte är det äldsta exemplet på tryck, är det äldst bland dem som faktiskt daterats. I Kina torde tryck på papper ha förekommit från ca år 700.
Träblock passade väl för skrift som baserades på tusentals olika tecken, men mindre bra för alfabetisk skrift, där typografi innebar en betydande arbetsbesparing. Omkring år 1000 började Bi Sheng i Kina använda enskilda lösa typer för enskilda bokstäver, först framställda i bränd lera, senare i koppar eller bly. De många kinesiska tecknen gjorde dock tekniken otymplig, och det blev därför i Europa som boktryckarkonsten i egentlig mening kom att växa fram.

### Europa
Genom introduktionen av pappret gjorde träsnittet sitt intåg i Europa och i början av 1400-talet började man tillverka blockböcker. Traditionellt brukar Johannes Gutenberg tillskrivas uppfinnandet av boktryckarkonsten med rörliga typer, men flera personer började ungefär vid samma tid experimentera med lösa typer för boktryckeri. Omkring 1445 förfärdigade Johannes Gutenberg sitt första tryckalster i Mainz, en sibyllebok och en donat, samt senare en kalender för år 1448. Efter att omkring 1450 ha ingått kompanjonskap med den rike borgaren Johan Fust och den tidigare i Paris verksamme handskriftsmålaren Peter Schöffer kunde Gutenberg 1455 trycka sin berömda bibelutgåva. Samma år kom han i konflikt med sin förlagsman Fust och förlorade processen. Fust och Schöffer fortsatte tryckerirörelsen medan Gutenberg startade ett nytt tryckeri. Även andra länder och städer har tagit åt sig äran för boktryckerikonstens uppfinnande, i Avignon experimenterade tysken Prokop Waldfogel med lösa typer på 1440-talet. Laurens Janszoon Coster i Haarlem experimenterade även han med lösa typer, och möjligen hade Gutenberg influerats av honom.
Albrecht Pfister, en lärjunge till Gutenberg slog sig redan på 1450-talet ned i Bamberg, och från 1460 var Johann Mentelin verksam i Strassburg, som under slutet av 1400-talet blev den ledande staden för boktryckeriverksamhet. Där arbetade från 1466 även Heinrich Eggestein och från 1478 Heinrich Knoblocher. Bland andra tidigare framstående boktryckare i Tyskland märks Ulrich Zell som var verksam i Köln från 1465, Günter Zainer verksam i Augsburg från 1468, Johann Sensenschmidt som var verksam i Ulm från 1472, Lucas Brandis som var verksam i Lübeck från 1473, Anton Koberg verksam i Nürnberg från 1473, Anton Sorg verksam i Augsburg från 1475, och Bartholomæus Ghotan verksam i Magdeburg från 1480 samt Stephan Koblinger verksam i Wien från 1482.
I Basel, som tidigt blev ett centrum för den tyska humanismen verkade från 1468 boktryckaren Berthold Ruppel och från 1477 boktryckaren Johann von Amorbach, samt Johannes Bergmann de Olpe och senare Johann Froben.

### Italien
1464 grundade Peter Schöffers gesäller Conrad Sweynheym och Arnold Pannartz Italiens första boktryckeri i ett kloster i Subiaco nära Rom, deras första tryck var Ciceros De oratore. Redan i sina första skrifter blandades i Tyskland brukade gotiska skriften att blandas med antikva, och då de 1467 flyttade sin verksamhet till Rom, hade de utvecklat en renodlad antikva. Till Venedig kom boktryckarkonsten 1469 med bröderna Johann och Wendelin från Speyer, och Venedig blev snart centrum för den italienska boktryckarkonsten. Särskilt framstående blev fransmannen Nicolas Jenson, vars antikvastil kom att bli stilbildande in i modern tid, liksom Erhard Ratdolt från Augsburg, berömd för sina initialer i renässansstil. I slutet av 1400-talet fanns över 200 tryckerier i Venedig och boktryckare i flera andra städer som Milano, Florens, Bologna, Brescia med flera.

### Frankrike
Skrivar- och bokmålarskrået lyckades länge utestänga boktryckarna från den franska huvudstaden, men 1470 fick Paris sitt första tryckeri. 1469 hade professorerna vid Sorbonne inkallat tre tyska boktryckare, Ulrich Gering, Martin Crantz och Michael Friburger och året därpå lät det trycka sin första bok. Även i Lyon utvecklades från 1473 en livlig boktryckarverksamhet. De tidiga franska böckerna var inte influerade av boktryckarkonsten i Italien utan av tyska böcker och av den medeltida handskriftskonsten.

### Nederländerna
Efter Costers försök dröjde det till omkring 1470 då en okänd tryckare i Utrecht utgav en Speculum salvationis. Därefter tillkom tryckerier av Thierry Martens och Johann von Paderborn i Alost 1473, av Johann Veldener i Louvain, av Richard Paffraetr i Deventer 1477, av Gerard Leeu i Gouda 1477. I Brygge var fransmannen Colard Mansion verksam från 1475. Hon som lärde engelsmannen William Caxton boktryckarkonsten och tryckte sannolikt i Brygge den första boken på engelska, Recuyell of the Historyes of Troyes.

### England
Till England fördes boktryckarkonsten av William Caxton, som 1476 återvände till hemlandet och grundade ett tryckeri i Westminster, där han bland annat lät trycka Canterbury Tales. Hans medhjälpare Wynkyn de Worde och Richard Pynson övertog vid hans död rörelsen som 1501 flyttade till London.
Under 1470-talet spreds boktryckarkonsten till Spanien där tryckerier grundades i Valencia 1474, Barcelona 1475 och Saragossa 1475. Buda fick ett tryckeri 1473, Kraków 1476 och Prag 1478. Det första boktryckeriet i Norden grundades av den 1482 till Danmark från Lübeck inkallade Johann Snell. Han tryckte samma år en bönbok för Odense stift Brevarium Ottoniense. En annan lybeckare och boktryckare, Stephan Arndes, i norra Tyskland, tryckte 1486 i Slesvig Missale Slesvicense, och från 1489 verkade i Köpenhamn den holländske boktryckaren Gotfred av Ghemen. Ett känt verk av honom är Den danske Rimkrønike från 1495, den första boken att tryckas på danska.
Ottaviano Petrucci utvecklade nottryck för musik med rörliga typer 1501.

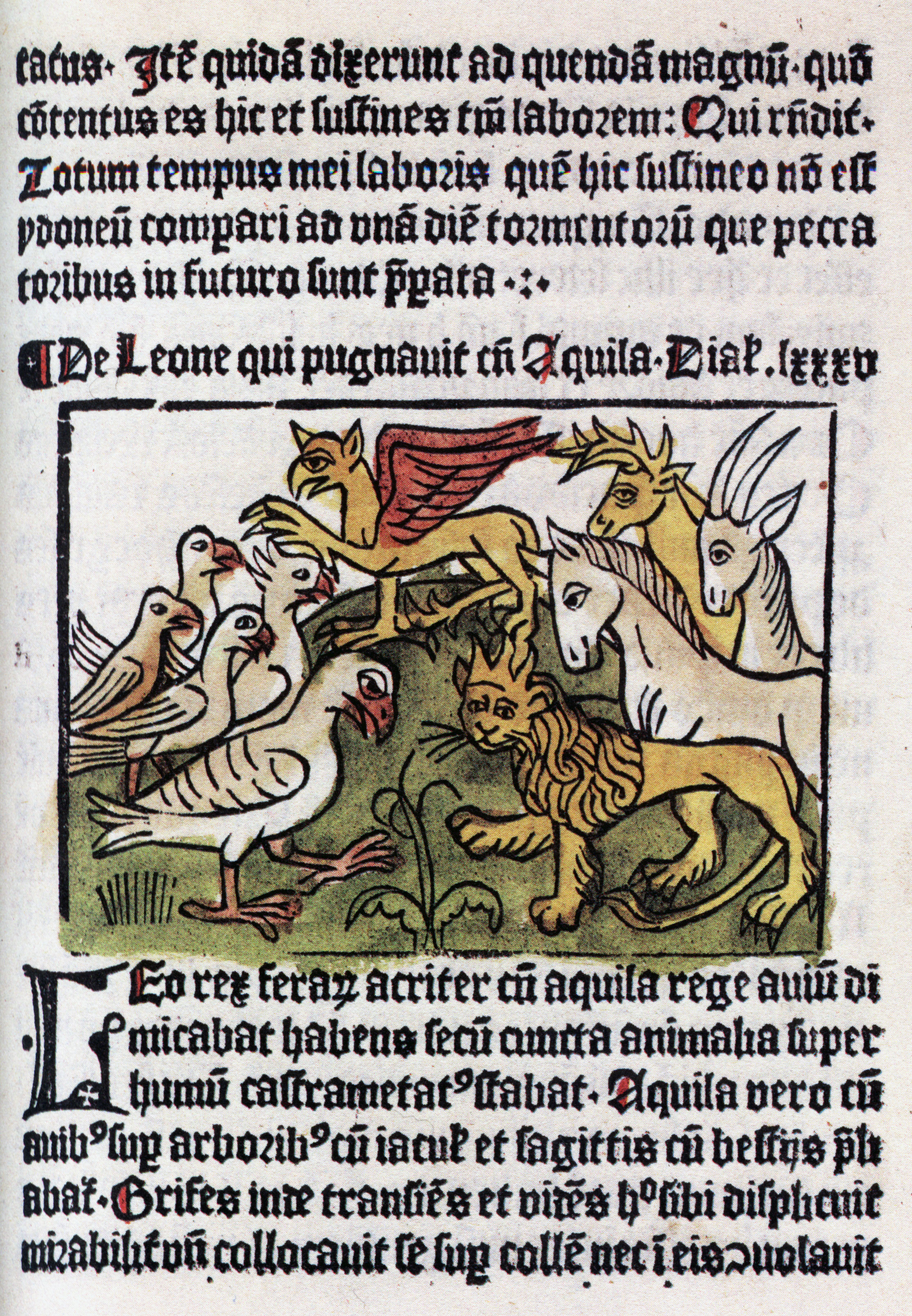
Sida ur Johann Snells utgåva av Dialogus creaturum

### Sverige
Till Sverige kom boktryckarkonsten 1483 genom klostren, kungahuset och kyrkan, vilka lät anlita boktryckare som tog med sig pressar men troligen lät gjuta och snida typerna här; var det första riktiga tryckeriet fanns vet man inte, men troligen någonstans på Gråmunkeholmen (nuvarande Riddarholmen). Vid en brand i Vadstena kloster 1495 fanns där instrument för tryckning och samtidigt fanns ett annat tryckeri i Mariefred. De första böckerna som trycktes var uppbygglig religiös litteratur. Det mesta trycktes dock utomlands. Vid sekelskiftet 1500 fanns bara en boktryckare i landet, troligen Johann Fabris änka, Anna Fabri, syster till Bartolomeus Ghotan.
Den första boktryckaren i Sverige var den Johann Snell som tidigare verkat i Köpenhamn från men ursprungligen från Rostock. han återvände till Lübeck men efterlämnade sina tryckeri i Sverige. Johan Snells första trycksak i Sverige, och därmed Sveriges första tryckta bok, blev Dialogus Creaturarum Moralizatus (Skapelsens sedelärande samtal), en fabelsamling för predikanter tryckt 1483. 1486 ankom i stället en annan boktryckare från Lübeck, Bartholomeus Ghotan, som under ett års vistelse bland annat tryckte Missale Strengense och Vita Katherine, en skrift om Katarina av Vadstena. Ghotans typer övertogs av hans släkting Johann Fabri eller Smedh, som lät trycka den första boken på svenska, Jean Gersons Aff dyäfwlsens frästilse 1495. Fabri utgav även två andra viktiga tryck, Brevarium Strengense och Brevarium Upsalense. Även i klostren i Vadstena och Mariefred uppsattes tryckpressar 1495 och 1498. I Mariefred användes Ghotans gamla typer.
Den förste svenskfödde boktryckaren var förmodligen Påfwel Grijs, som var akademiae boktryckare i Uppsala 1510.

## Illustrationer

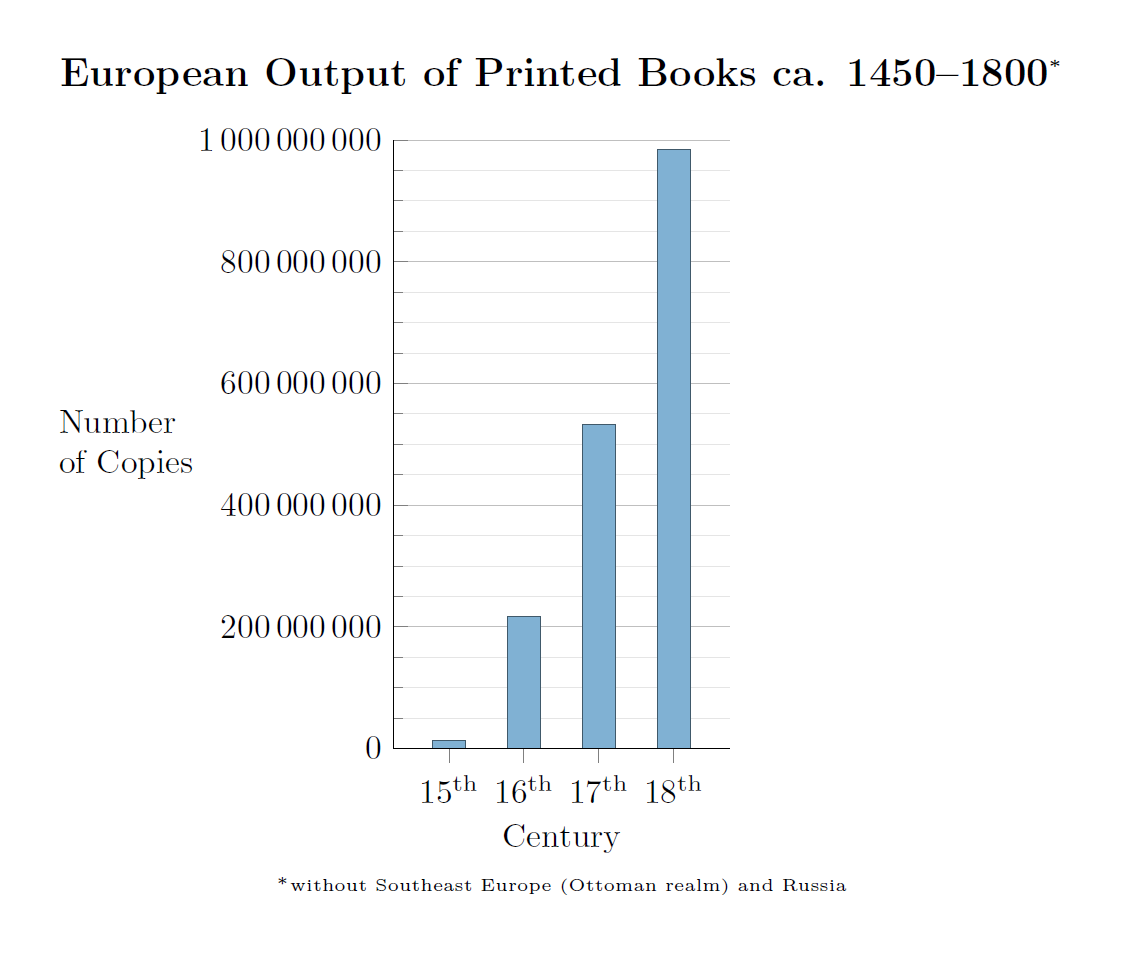
Produktion av tryckta böcker fram till omkring år 1800
Städer med tryckerier under 1400-talet[8]
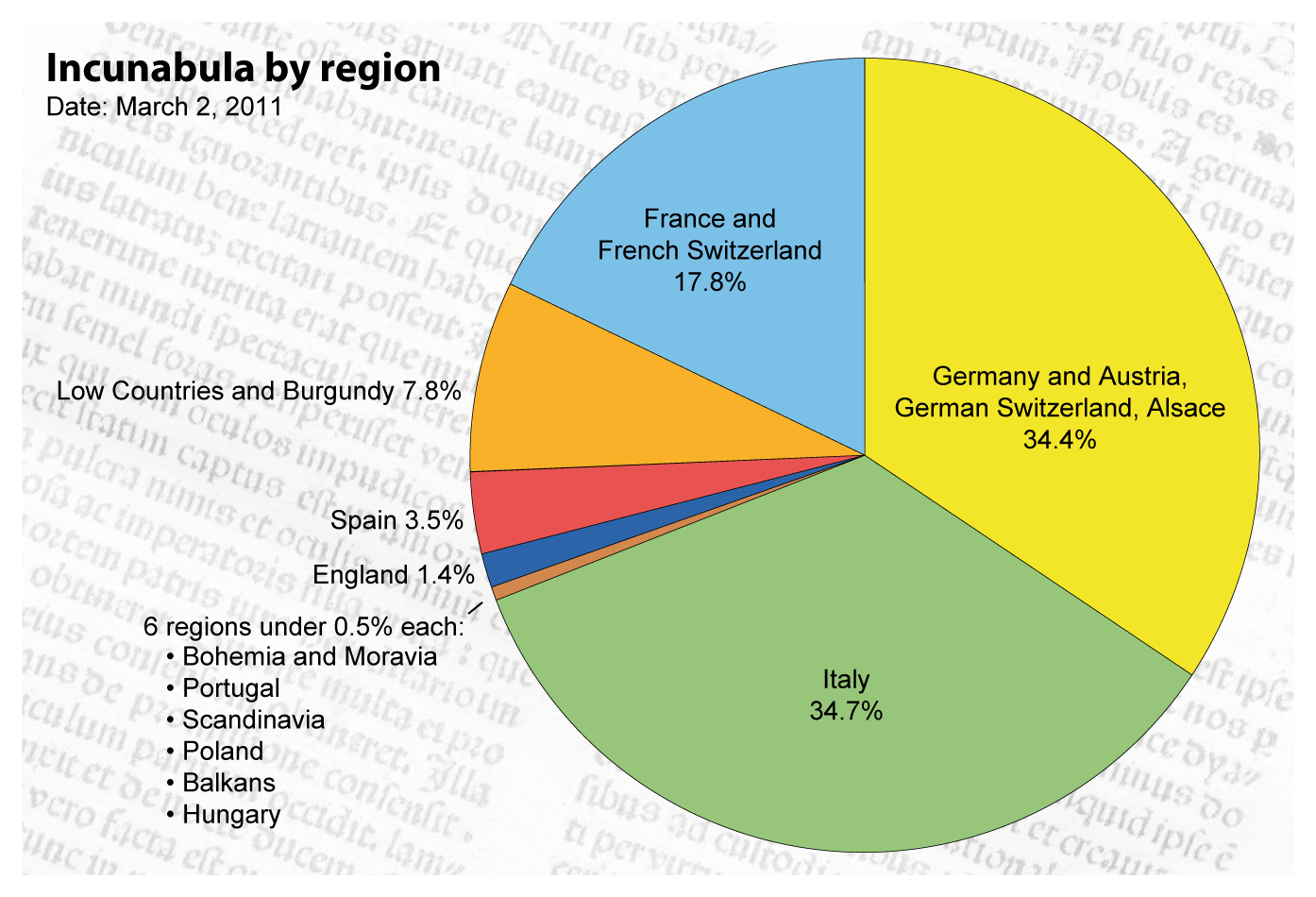
Andel av det totala antalet inkunabler per region
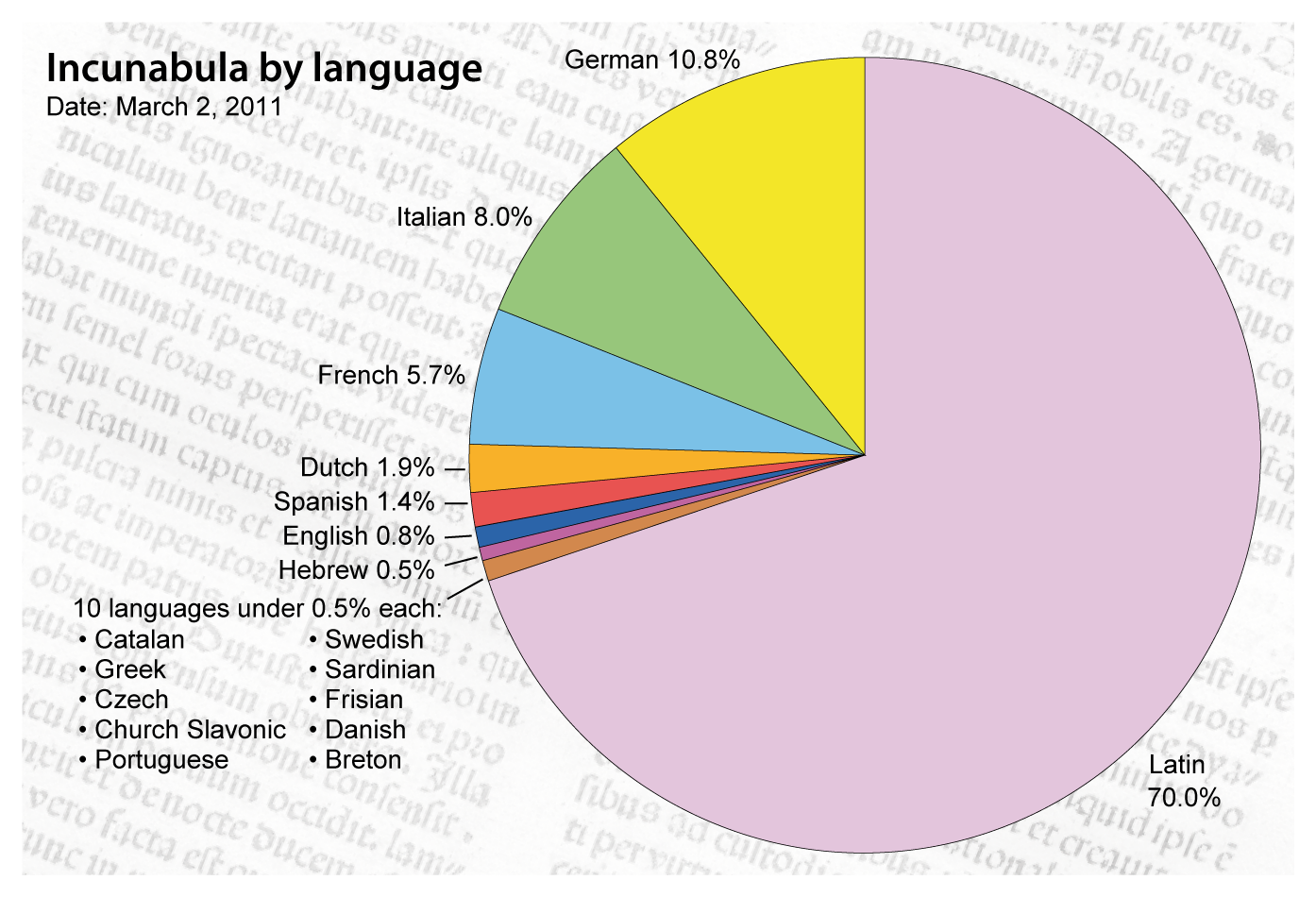
Andel av det totala antalet inkunabler per språk